# Serge Sierro
Pour les articles homonymes, voir Sierro.
Serge Sierro, né le 24 juillet 1949 à Sierre (originaire d'Hérémence), est une personnalité politique suisse, membre du parti radical-démocratique.
Il est président de Sierre, Conseiller d'État pendant trois législatures, puis président de l'Assemblée interjurassienne.

## Biographie
Serge Sierro naît en 1949 à Sierre. Il étudie le droit à l'Université de Genève, puis devient avocat et notaire dans son canton de naissance et ouvre une étude à Sierre, jusqu'à son élection au Conseil d'État en 1992.
Après ses trois mandants à l'exécutif cantonal, il ouvre une étude d'avocat-conseil et se spécialise notamment dans l'accueil d'étranger au forfait fiscal, ; il office également comme conseil de la banque Julius Bär. Il siège en parallèle dans divers conseil d'administration, dont celui de la Mobilière.
Il est marié et père de trois enfants. Son fils Vincent Sierro est footballeur professionnel.

## Parcours politique
Membre du Parti radical-démocratique, Serge Sierro entre à 27 ans au conseil municipal (exécutif) de Sierre, dont il devient président en 1988. Il siège à la commune de 1976 à 1988.
Après son mandat communal, il se présente comme seul candidat lors d'une élection complémentaire à la succession de Bernard Comby, démissionnaire en 1992 après être devenu conseiller national. Élu conseiller d'État (malgré un nombre élevé de bulletins blancs), il prend en charge le département de l'instruction publique et des affaires sociales, puis celui de de l'éducation, de la culture et du sport. Il participe à l'amélioration des HES en Valais, mais ne parvient pas à faire passer une réforme de fond de l'école valaisanne (« Education 2000 ») devant le peuple valaisan.
Dans le cadre de sa fonction de conseiller d'État, il participe notamment à la Conférence universitaire de Suisse occidentale (CUSO) ainsi qu'à la Conférence intercantonale de l'instruction publique de la Suisse romande et du Tessin, qu'il vice-préside. Réélu en 1993 et 1997, Sierro effectue trois mandats et décide de ne pas se représenter, souhaitant se concentrer sur la suite de sa carrière professionnelle,.
À la suite de sa démission, Sierro est désigné par le Conseil fédéral pour présider l'Assemblée interjurassienne, ce qu'il fait de 2002 à 2019,,.